# Vega Holding
Vega Holding este un grup de companii din România.
Grupul deține mai multe societăți de construcții civile și industriale, printre care Vega '93 și VIVA Construct, dar are și afaceri în domeniul hotelier.
Grupul este controlat de omul de afaceri gălățean Corneliu Istrate.
Compania Vega '93, una din cele mai importante companii ale grupului a avut o cifră de afaceri de 72,3 milioane de euro în 2008 și 90 milioane de euro în 2009.
Din grup mai face parte și societatea de amenajări interioare Climatec, care avut o cifră de afaceri de 4,4 milioane de euro în 2008 și 5,5 milioane de euro în 2009.
Grupul deține în Galați un hotel de trei stele, cu 69 de camere și un complex hotelier și de agrement de cinci stele, cu 30 de camere.
De asemenea grupul investește 7-8 milioane de euro în construcția unui hotel la Galați, pe Faleza Superioară a Dunării.
Hotelul va avea trei stele și 136 de camere, și va deține cea mai mare capacitate de cazare de pe piața locală.
Număr de angajați în 2008: 2.800
Cifra de afaceri în 2007: 130 milioae euro

## Vega '93
Compania Vega '93 este prezentă în județele Botoșani, Suceava, Neamț, Iași, Vrancea, Vaslui și Galați.
La sfârșitul anului 2010 Vega ’93 avea 2.000 de angajați.